# Isle of Man-pund
Isle of Man-pund (IM£ - Manx pound) är den valuta som används på Isle of Man mellan Nordirland och England parallellt med brittisk pund (GBP). Officiell valutakod är GBP. Dock förkortas Isle of Manpundet i regel som IMP. 1 Pound = 100 pence.
Valutan infördes 1840 i sedelform och kompletterades även med mynt 1971. 
Isle of Man-pundet accepteras i allmänhet bara på Isle of Man trots att det inte finns någon lagtext som hindrar den från att accepteras i Storbritannien.
Valutan har en fast växelkurs till 1 GBP, dvs 1 IMP = 1 GBP.

## Användning
Valutan ges ut av Isle of Man Treasury / Yn Tashtey - IoMT med förvaltning i Douglas.

## Valörer
- mynt: 1 och 2 Pound
- underenhet: 1 (penny), 2, 5, 10, 20 och 50 pence
- sedlar: 5, 10, 20 och 50 IMP